# 753 Tiflis
753 Tiflis

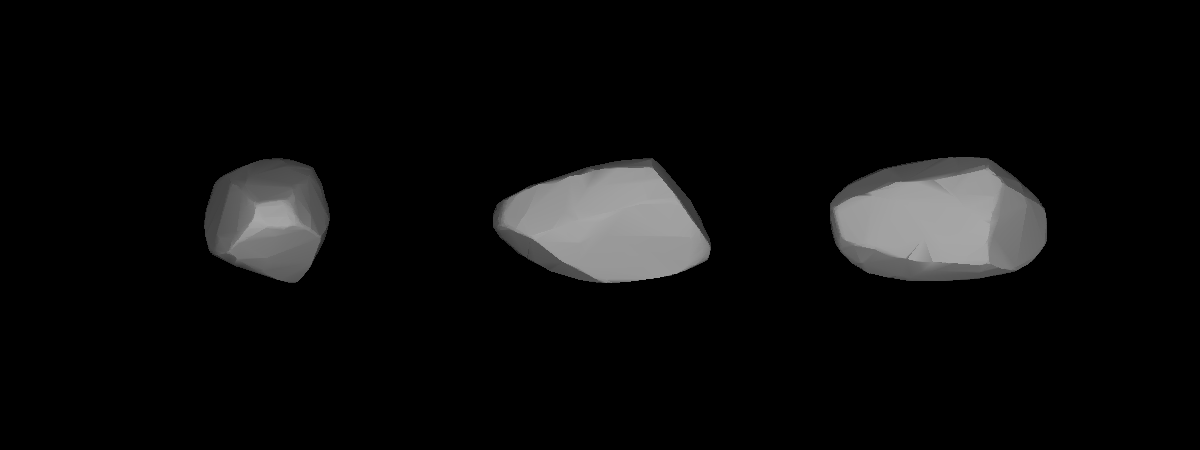
Mô hình 3D của 753 Tiflis

753 Tiflis là một tiểu hành tinh ở vành đai chính. Nó được G. N. Neujmin phát hiện ngày 30.4.1913 ở Simeiz (Krym, Ukraina), và được đặt theo tên thành phố Tiflis (Tbilisi), thủ đô của nước Gruzia và là nơi sinh của Neujmin.